# 九五式水上偵察機
1933年日本帝國海軍為了取代九O式二號水上偵察機而提出「八式水上偵察機」項目，分別由中島飛機、愛知和川西三家公司進行競標。中島飛機推出九O式二號水上偵察機的改良型E8N，改良的重點是：改用更大馬力的發動機、重新設計尾翼、把機身設計得更加的流線形以減少風阻，出乎意料的是這些修改令E8N的飛行靈活性和穩定性變得很好，從而擊敗了愛知和川西的設計，E8N於1935年獲採用並命名為九五式水上偵察機。

## 基本資料
- 乘員：2人（駕駛員和觀察員）
- 機長：8.81米
- 翼展：10.98米
- 機高：3.84米
- 空重：1,320公斤
- 最重：1,900公斤
- 最快速度：301公里/小時
- 航程：904公里
- 昇限：7,270米
- 發動機：中島壽二型改風冷式發動機（630匹馬力）
- 武裝：機頭配有兩挺7.7毫米口徑機槍和60公斤炸彈

## 實戰
九五式廣泛用於日本巡洋艦和水上飛機母艦，飛行員評價其飛行性能可以和九六式艦載戰鬥機相比，中日戰爭當中除了偵察還用於轟炸和彈著觀測，其飛行性能甚至有能力和中國空軍的戰鬥機打空戰，由於九五式水上偵察機曾在中國戰場兼任水上戰鬥機，因此令日本海軍發展專用的水上戰鬥機，即二式水上戰鬥機並用於太平洋戰爭，當中就連浮舟的設計都是沿用自九五式。
昭和16年(1941)1月，德國為了代替搭載於偽裝巡洋艦「獵戶座」上的Ar 196水上偵察機，透過德國駐日海軍武官購入了1架九五式水上偵察機，同年2月1日在馬里亞納群島附近交付給德國。為了偽裝，本機塗上了英國國徽以及序號(L5196)，但由德國飛行員來駕駛。不過在同年5月26日在馬達加斯加島附近起飛的時候翻覆而損失。這是第二次世界大戰中，唯一由德國使用過的日本製水上飛機。

## 使用國家
- 日本
- 泰國
- 德国(購入一機測試)